# Ріпаблік (округ, Канзас)
Шаблон:StateAbbr_ 39°57′34″ пн. ш. 97°25′28″ зх. д. / 39.959444444444° пн. ш. 97.424444444444° зх. д.
Округ Ріпаблік (англ. Republic County) — округ (графство) у штаті Канзас, США. Ідентифікатор округу 20157.

## Історія
Округ утворений 1860 року.

## Демографія
За даними перепису 
2000 року 
загальне населення округу становило 5835 осіб, усе сільське.
Серед мешканців округу чоловіків було 2815, а жінок — 3020. В окрузі було 2557 домогосподарств, 1685 родин, які мешкали в 3113 будинках.
Середній розмір родини становив 2,8.
Віковий розподіл населення поданий у таблиці:
| Стать    | До 15 років | 15-21 | 22-29 | 30-39 | 40-49 | 50-65 | 65-85 | Понад 85 |
| -------- | ----------- | ----- | ----- | ----- | ----- | ----- | ----- | -------- |
| Чоловіки | 505         | 239   | 166   | 310   | 466   | 503   | 546   | 80       |
| Жінки    | 500         | 215   | 145   | 318   | 431   | 514   | 716   | 181      |

## Суміжні округи
- Теєр, Небраска — північ
- Джефферсон, Небраска — північний схід
- Вашингтон — схід
- Клауд — південь
- Джуелл — захід
- Наколлс, Небраска — північний захід

## Виноски
1. ↑  U.S. Decennial Census. United States Census Bureau. Процитовано 28 липня 2014.
2. ↑  Historical Census Browser. University of Virginia Library. Архів оригіналу за 11 серпня 2012. Процитовано 28 липня 2014.
3. ↑  Population of Counties by Decennial Census: 1900 to 1990. United States Census Bureau. Процитовано 28 липня 2014.
4. ↑  Census 2000 PHC-T-4. Ranking Tables for Counties: 1990 and 2000 (PDF). United States Census Bureau. Процитовано 28 липня 2014.
5. ↑  State & County QuickFacts. United States Census Bureau. Архів оригіналу за 6 серпня 2011. Процитовано 28 липня 2014.(англ.) Наведено за англійською вікіпедією.
6. ↑  American FactFinder. Бюро перепису населення США. Архів оригіналу за 26 лютого 2012. Процитовано 31 січня 2008.

| США | Це незавершена стаття з географії США. Ви можете допомогти проєкту, виправивши або дописавши її. |